# فهرست آثار پیتر دینکلیج

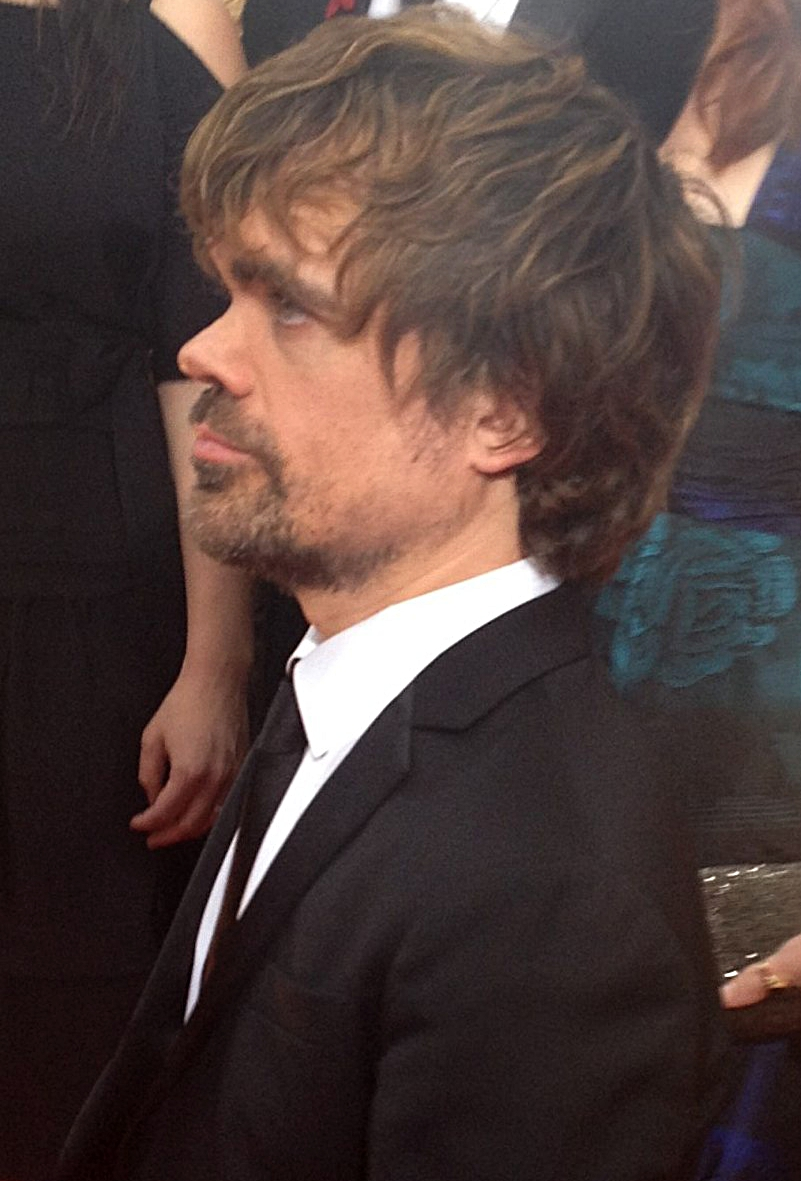
دینکلیج در شصت و نهمین مراسم گلدن گلوب در سال ۲۰۱۲

پیتر دینکلیج (به انگلیسی: Peter Dinklage) بازیگر و تهیه‌کنندهٔ آمریکایی است. او بازیگری را در کالج بنینگتون، جایی که در تولید شماری کار غیر حرفه‌ای نیز شرکت داشت، فرا گرفت. آغاز کار حرفه‌ای او با فیلم کمدی-درام زندگی در فراموشی، در سال ۱۹۹۵، و با بازی در نقش «تیتو» بوده‌است.
نخستین درخشش دینکلیج، در سال ۲۰۰۳ و با بازی در مأمور ایستگاه، فیلمی در ژانر کمدی-درام، به کارگردانی توماس مک‌کارتی بوده‌است؛ با ایفای نفش در همین فیلم، او نامزدی جایزهٔ ایندیپندنت اسپیریت و جایزهٔ انجمن منتقدان فیلم شیکاگو را دریافت کرد. او همچنین نقش اصلی را در نمایش ریچارد سوم در پابلیک تییتر و نقش یک مؤلف کتاب‌های کودکان را در فیلم کمدی الف ایفا کرد. در سال ۲۰۰۶، او در فیلم جنایی مرا گناهکار بدان با کارگردانی سیدنی لومت بازی کرده‌است. از فیلم‌های کمدی که دینکلیج در آن‌ها درخشید، می‌توان به پیکسل‌ها به کارگردانی کریس کلمبوس و رئیس به کارگردانی بن فالکون اشاره کرد.
ایفای نقش به عنوان تیریون لنیستر در مجموعهٔ تلویزیونی خیال‌پردازی حماسی اچ‌بی‌او، بازی تاج‌وتخت، از پیتر دینکلیج یک بازیگر شناخته‌شدهٔ جهانی ساخت. از سال ۲۰۱۱ تا ۲۰۱۶، او به صورت پیاپی نامزدی جایزهٔ امی ساعات پربیننده را دریافت کرد که همراه شد با دو برد برای نقش و نیز یک جایزهٔ گلدن گلوب. در سال ۲۰۱۷، دینکلیج به یکی از گران‌ترین بازیگران تلویزیونی تبدیل شد؛ به گونه‌ای که برای هر اپیزود بازی تاج‌وتخت، ۲ میلیون پوند دریافت می‌کرد.
دینکلیج صداپیشگی «کاپیتان گات» را در عصر یخبندان: رانش قاره‌ای، یکی از پویانمایی‌های رایانه‌ای کمدی سال ۲۰۱۲ انجام داد. او همچنین صداپیشگی «گست» را در بازی ویدئویی سرنوشت انجام داد؛ هرچند بعداً نولان نورث جای او را گرفت. دینکلیج همچنین صداپیشهٔ شخصیت «مایتی ایگل» در فیلم پرندگان خشمگین بود و فعالیت خود را در این سری فیلم‌های پویانمایی، با حضور در پرندگان خشمگین ۲ ادامه داد.

## فیلم
| سال  | عنوان                                          | عنوان اصلی                                | نقش                         | کارگردان(ها)                        | توضیحات          | منابع                |
| ---- | ---------------------------------------------- | ----------------------------------------- | --------------------------- | ----------------------------------- | ---------------- | -------------------- |
| ۱۹۹۵ | زندگی در فراموشی                               | Living in Oblivion                        | تیتو                        | تام دیسیلو                          |                  | [ ۲ ] [ ۱۸ ] [ ۱۹ ]  |
| ۱۹۹۶ | گلوله                                          | Bullet                                    | مدیر ساختمان                | جولین تمپل                          |                  | [ ۲۰ ]               |
| ۱۹۹۸ | مردان امن                                      | Safe Men                                  | لفلور                       | جان هامبورگ                         |                  | [ ۲۱ ] [ ۲۲ ]        |
| ۱۹۹۹ | طبقه‌بندی‌شده                                    | Pigeonholed                               | روی                         | مایکل سوانهوس                       |                  | [ ۲۰ ]               |
| ۲۰۰۱ | دوباره هرگز                                    | Never Again                               | هری اپلتون                  | اریک شفر                            |                  | [ ۲۳ ] [ ۲۴ ]        |
| ۲۰۰۱ | ذات آدمی                                       | Human Nature                              | فرانک                       | میشل گوندری                         |                  | [ ۲۵ ] [ ۲۶ ] [ ۲۷ ] |
| ۲۰۰۲ | ۱۳ ماه                                         | 13 Moons                                  | بینکی                       | الکساندر راکول                      |                  | [ ۲ ] [ ۲۸ ]         |
| ۲۰۰۲ | فقط یک بوسه                                    | Just a Kiss                               | دینک                        | فیشر استیونس                        |                  | [ ۲۹ ]               |
| ۲۰۰۳ | مأمور ایستگاه                                  | The Station Agent                         | فینبر مکبراید               | توماس مک‌کارتی                       |                  | [ ۲ ] [ ۳۰ ] [ ۳۱ ]  |
| ۲۰۰۳ | کوتاهی پا مشکلی نیست                           | Tiptoes                                   | موریس                       | متیو برایت                          |                  | [ ۲ ] [ ۳۲ ]         |
| ۲۰۰۳ | الف                                            | Elf                                       | مایز فینچ                   | جان فاورو                           |                  | [ ۵ ] [ ۳۳ ] [ ۳۴ ]  |
| ۲۰۰۴ | ۸۹ ثانیه در آلکازار                            | 89 Seconds at Alcázar                     | ماری بابلا                  | ایو ساسمن                           | فیلم کوتاه       | [ ۳۵ ]               |
| ۲۰۰۴ | طعمه زندان                                     | Jail Bait                                 | لیندو                       | بن سینزبری                          | فیلم کوتاه       | [ ۲۵ ] [ ۳۶ ]        |
| ۲۰۰۴ | نجات عدن                                       | Surviving Eden                            | استرنو                      | گرگ پریتیکن                         |                  | [ ۲۵ ] [ ۳۷ ]        |
| ۲۰۰۵ | باکستر                                         | The Baxter                                | بنسون هجز                   | مایکل شوالتر                        |                  | [ ۳۸ ]               |
| ۲۰۰۵ | هنرمندان رهایی                                 | Escape Artists                            | آقای داف                    | مایکل لورنس                         |                  | [ ۳۹ ] [ ۴۰ ]        |
| ۲۰۰۵ | لسی                                            | Lassie                                    | روولی                       | چارلز استوریج                       |                  | [ ۲۵ ] [ ۴۱ ]        |
| ۲۰۰۵ | بخت                                            | Fortunes                                  | مارک کرکوود                 | پارکر کراس                          |                  | [ ۴۲ ] [ ۴۳ ]        |
| ۲۰۰۶ | اتاق لیمبو                                     | The Limbo Room                            | داستی اسپیتز                | دیبرا آیزنستات                      |                  | [ ۴۴ ]               |
| ۲۰۰۶ | مرا گناهکار بدان                               | Find Me Guilty                            | بن کلندیس                   | سیدنی لومت                          |                  | [ ۶ ] [ ۴۵ ]         |
| ۲۰۰۶ | فراری کوچولو                                   | Little Fugitive                           | سم نورتون                   | جوانا لیپر                          |                  | [ ۲۵ ] [ ۴۶ ] [ ۴۷ ] |
| ۲۰۰۶ | پنلوپه                                         | Penelope                                  | لمن                         | مارک پالانسکی                       |                  | [ ۴۸ ]               |
| ۲۰۰۷ | روز معراج                                      | Ascension Day                             | برنتلی                      | آکوسوا بوسیا                        |                  | [ ۲۰ ]               |
| ۲۰۰۷ | مرگ در تشییع جنازه                             | Death at a Funeral                        | پیتر                        | فرانک اوز                           |                  | [ ۲۵ ] [ ۴۹ ]        |
| ۲۰۰۷ | آندرداگ                                        | Underdog                                  | سایمن بار سینستر            | فردریک دو شو                        |                  | [ ۲۵ ] [ ۵۰ ]        |
| ۲۰۰۸ | سرگذشت نارنیا: شاهزاده کاسپین                  | The Chronicles of Narnia: Prince Caspian  | ترامپکین                    | اندرو آدامسون                       |                  | [ ۲ ] [ ۵۱ ]         |
| ۲۰۰۹ | سنت جان لاس وگاسی                              | Saint John of Las Vegas                   | آقای تاوسند                 | هیو رودز                            |                  | [ ۵۲ ]               |
| ۲۰۱۰ | مرگ در مراسم خاکسپاری                          | Death at a Funeral                        | فرانک                       | نیل لابیت                           |                  | [ ۲۵ ] [ ۵۳ ]        |
| ۲۰۱۰ | من هم دوستت دارم                               | I Love You Too                            | چارلی                       | دینا رید                            |                  | [ ۵۴ ]               |
| ۲۰۱۰ | آخرین مراسم رانسون پراید                       | The Last Rites of Ransom Pride            | دورف                        | تیلر راسل                           |                  | [ ۵۵ ]               |
| ۲۰۱۰ | پیت اسمالز مرده‌است                             | Pete Smalls Is Dead                       | کی.سی. مانک                 | الکساندر راکول                      | و نیز تهیه‌کننده  | [ ۲ ] [ ۵۶ ]         |
| ۲۰۱۱ | تکه‌ای از بهشت                                  | A Little Bit of Heaven                    | وینی                        | نیکول کسل                           |                  | [ ۵۷ ]               |
| ۲۰۱۲ | عصر یخبندان: رانش قاره‌ای                       | Ice Age: Continental Drift                | کاپیتان گات                 | استیو مارتینومارک تورمایر           | صداپیشه          | [ ۱۴ ] [ ۵۸ ]        |
| ۲۰۱۳ | مورد تو                                        | A Case of You                             | جرارد                       | کت کویرو                            |                  | [ ۲ ] [ ۵۹ ]         |
| ۲۰۱۳ | شوالیه‌های خفنی                                 | Knights of Badassdom                      | هانگ                        | جو لینچ                             | تهیه‌کننده اجرایی | [ ۶۰ ] [ ۶۱ ] [ ۶۲ ] |
| ۲۰۱۴ | لو داون                                        | Low Down                                  | آلن                         | جف پرایس                            |                  | [ ۶۳ ] [ ۶۴ ] [ ۶۵ ] |
| ۲۰۱۴ | مردان ایکس: روزهای گذشته آینده                 | X-Men: Days of Future Past                | بولیوار تراسک               | برایان سینگر                        |                  | [ ۶۶ ] [ ۶۷ ] [ ۶۸ ] |
| ۲۰۱۴ | عصبانی‌ترین مرد در بروکلین                      | The Angriest Man in Brooklyn              | آرون آلتمن                  | فیل آلدن رابینسون                   |                  | [ ۶۹ ] [ ۷۰ ]        |
| ۲۰۱۵ | تاکسی                                          | Taxi                                      | مارک                        | کرستین آلرکس                        |                  | [ ۷۱ ]               |
| ۲۰۱۵ | پیکسل‌ها                                        | Pixels                                    | ادی پلانت                   | کریس کلمبوس                         |                  | [ ۷ ] [ ۷۲ ]         |
| ۲۰۱۶ | رئیس                                           | The Boss                                  | رنو                         | بن فالکون                           |                  | [ ۸ ] [ ۷۳ ]         |
| ۲۰۱۶ | فیلم پرندگان خشمگین                            | The Angry Birds Movie                     | مایتی ایگل                  | کلی کیتسفرگل ریلی                   | صداپیشه          | [ ۱۶ ] [ ۷۴ ]        |
| ۲۰۱۷ | خاطره                                          | Rememory                                  | سم بلوم                     | مارک پالانسکی                       |                  | [ ۷۵ ]               |
| ۲۰۱۷ | زندگی ما                                       | La Vida Nuestra                           | چاد جانسون                  | رائول آره‌بالو                       | فیلم کوتاه       | [ ۷۶ ]               |
| ۲۰۱۷ | سه بیلبورد خارج از ابینگ، میزوری               | Three Billboards Outside Ebbing, Missouri | جیمز                        | مارتین مک‌دونا                       |                  | [ ۷۷ ]               |
| ۲۰۱۷ | سه مسیح                                        | Three Christs                             | جوزف                        | جان اونت                            |                  | [ ۷۸ ] [ ۷۹ ]        |
| ۲۰۱۸ | فکر می‌کنم حالا تنها هستیم                      | I Think We're Alone Now                   | دل                          | رید مورانو                          | و نیز تهیه‌کننده  | [ ۸۰ ]               |
| ۲۰۱۸ | انتقام‌جویان: جنگ ابدیت                         | Avengers: Infinity War                    | ایتری                       | برادران روسو                        |                  | [ ۸۱ ]               |
| ۲۰۱۹ | فیلم پرندگان خشمگین ۲                          |                                           | عقاب پرزور                  | توروپ ون اورمان                     | صداپیشه          | [ ۸۲ ]               |
| ۲۰۱۹ | بین دو سرخس: فیلم                              |                                           | خودش                        | اسکات اکرمن                         | حضور افتخاری     |                      |
| ۲۰۲۰ | من خیلی مراقبم                                 |                                           | رومن لونیوف                 | جی بلیکسن                           |                  | [ ۸۳ ]               |
| ۲۰۲۰ | غارنشینان: عصر جدید                            |                                           | فیل بترمن                   | جوئل کرافورد                        | صداپیشه          | [ ۸۴ ]               |
| ۲۰۲۱ | سیرانو                                         |                                           | سیرانو دو برژراک            | جو رایت                             |                  | [ ۸۵ ]               |
| ۲۰۲۲ | رؤیاپرداز آمریکایی                             |                                           | دکتر فیل لودر               | پل دکتور                            | همچنین تهیه‌کننده | [ ۸۶ ]               |
| ۲۰۲۲ | ثور: عشق و آذرخش                               |                                           | ایتری                       | تایکا وایتیتی                       | سکانس حذف‌شده     | [ ۸۷ ]               |
| ۲۰۲۳ | او نزد من آمد                                  |                                           | استیون لادم                 | ربکا میلر                           |                  |                      |
| ۲۰۲۳ | تبدیل‌شوندگان: ظهور جانوران                     |                                           | اسکورج                      | استیون کیپل جونیور                  | صداپیشه          | [ ۸۸ ]               |
| ۲۰۲۳ | انتقام‌جو سمی                                   |                                           | وینستون گوز / انتقام‌جوی سمی | میکن بلیر                           |                  | [ ۸۹ ]               |
| ۲۰۲۳ | بازی‌های گرسنگی: تصنیف پرندگان آوازخوان و مارها |                                           | کاسکا های‌باتم               | فرانسیس لارنس                       |                  | [ ۹۰ ]               |
| ۲۰۲۴ | Unfrosted: The Pop-Tart Story                  |                                           |                             | جری ساینفلد                         |                  | [ ۹۱ ]               |
| TBA  | هیت‌پیگ                                         |                                           | هیت‌پیگ                      | Cinzia Angelini Maurizio Parimbelli | صداپیشه          | [ ۹۲ ]               |
| TBA  | برادران                                        |                                           | TBA                         | Max Barbakow                        | همچنین تهیه‌کننده | [ ۹۳ ]               |
| TBA  | بیشه                                           |                                           | رجینالد جونز                | الیوت لستر                          | همچنین تهیه‌کننده | [ ۹۴ ]               |

## تلویزیون
| سال (های) پخش | عنوان                                 | عنوان اصلی                              | نقش                     | شبکه          | توضیحات                                           | منابع   |
| ------------- | ------------------------------------- | --------------------------------------- | ----------------------- | ------------- | ------------------------------------------------- | ------- |
| ۲۰۰۱          | آز                                    | Oz                                      | قربانی قتل              | اچ‌بی‌او        | قسمت ۳۹ مجموعه                                    | [ ۹۵ ]  |
| ۲۰۰۱          | خیابان                                | The $treet                              | فرد کوتاه               | فاکس          | قسمت دهم مجموعه                                   | [ ۹۵ ]  |
| ۲۰۰۲          | دیدبان سوم                            | Third Watch                             | مواد فروش               | ان‌بی‌سی        | قسمت ۵۶ مجموعه                                    | [ ۹۵ ]  |
| ۲۰۰۴          | من با اونم                            | I'm with Her                            | الیوت روزن              | ای‌بی‌سی        | ۳ قسمت                                            | [ ۹۵ ]  |
| ۲۰۰۴          | پی.او.وی.                             | POV                                     | راوی                    | پی‌بی‌اس        | مجموعه مستند تلویزیونی فصل ۱۷: قسمت ۱۰            | [ ۹۶ ]  |
| ۲۰۰۵          | زندگی همانگونه که می‌شناسیمش           | Life As We Know It                      | دکتر بلبر               | ای‌بی‌سی        | ۲ قسمت                                            | [ ۹۵ ]  |
| ۲۰۰۵          | دارودسته                              | Entourage                               | خودش                    | اچ‌بی‌او        | قسمت ۱۵ مجموعه                                    | [ ۹۵ ]  |
| ۲۰۰۵          | تستینگ باب                            | Testing Bob                             | باب هارت                | ای‌بی‌سی        | آزمایشی                                           | [ ۹۷ ]  |
| ۲۰۰۵          | سیلبریتی پوکر شوداون                  | Celebrity Poker Showdown                | خودش                    | براوو         | مسابقهٔ ششم                                        | [ ۹۵ ]  |
| ۲۰۰۶–۲۰۰۵     | آستانه                                | Threshold                               | آرتور رمزی              | سی‌بی‌اس/اسکای۱ | ۱۳ قسمت                                           | [ ۹۵ ]  |
| ۲۰۰۶          | اولترا                                | Ultra                                   | —                       | سی‌بی‌اس        | آزمایشی                                           | [ ۹۸ ]  |
| ۲۰۰۶          | پی.او.وی.                             | POV                                     | خودش                    | پی‌بی‌اس        | فصل ۱۹: قسمت ۱۱                                   | [ ۹۹ ]  |
| ۲۰۰۶          | جراحی پلاستیک                         | Nip/Tuck                                | مارلو سویر              | اف‌ایکس        | ۷ قسمت                                            | [ ۹۵ ]  |
| ۲۰۰۹          | ۳۰ راک                                | 30 Rock                                 | استوارت                 | ان‌بی‌سی        | قسمت ۴۳ مجموعه (۷ از فصل ۳)                       | [ ۱۰۰ ] |
| ۲۰۱۱–اکنون    | بازی تاج‌وتخت                          | Game of Thrones                         | تیریون لنیستر           | اچ‌بی‌او        | نقش اصلی (فصل‌های ۱، ۳، ۵–) نقش رهبری (فصل‌ها ۲، ۴) | [ ۱۰۱ ] |
| ۲۰۱۳          | پخش زنده شنبه شب                      | Saturday Night Live                     | پیتر درانکلیج           | ان‌بی‌سی        | قسمت: "ملیسا مک‌کارتی/فینکس"                       | [ ۹۵ ]  |
| ۲۰۱۳          | سسمی استریت                           | Sesame Street                           | سیمون                   | پی‌بی‌اس        | قسمت: "سیمون می‌گوید"                              | [ ۱۰۲ ] |
| ۲۰۱۶          | پخش زنده شنبه شب                      | Saturday Night Live                     | خودش (میزبان)           | ان‌بی‌سی        | قسمت: "پیتر دینکلیج/گوئن استفانی"                 | [ ۱۰۳ ] |
| ۲۰۱۷          | ویژه برنامه هالووین دیوید اس. پامکینز | The David S. Pumpkins Halloween Special | راوی/کوین بزرگ‌سال (صدا) | ان‌بی‌سی        | ویژه‌برنامهٔ تلویزیونی                              | [ ۱۰۴ ] |
| ۲۰۱۸          | شام من با اروه                        | My Dinner with Hervé                    | اروه ویلشز              | اچ‌بی‌او        | و نیز تهیه‌کنندهٔ اجرایی                            | [ ۱۰۵ ] |

| Shows that have not yet been released | نشان‌دهندهٔ مواردی که هنوز پخش نشده‌اند |

## تئاتر
| سال  | عنوان                   | عنوان اصلی              | نقش        | محل برگزاری           | منابع           |
| ---- | ----------------------- | ----------------------- | ---------- | --------------------- | --------------- |
| ۱۹۹۵ | عمل کشتار               | The Killing Act         | تام سام    | تئاتر اکسس            | [ ۱۰۶ ]         |
| ۲۰۰۰ | عشق ناکامل              | Imperfect Love          | بپو        | نیویورک پرفورمنس ورکس | [ ۱۰۷ ] [ ۱۰۸ ] |
| ۲۰۰۲ | تکامل                   | Evolution               | رکس        | بلیکر استریت سینما    | [ ۱۰۹ ]         |
| ۲۰۰۳ | ریچارد سوم              | Richard III             | ریچارد سوم | پابلیک تییتر          | [ ۲ ]           |
| ۲۰۰۵ | امید تئاتر را ترک می‌کند | Hope Leaves the Theatre | چندین نقش  | سنت انز ورهوس         | [ ۱۱۰ ]         |
| ۲۰۰۷ | چیزهایی که می‌خواهیم     | Things We Want          | استای      | تئاتر ایکورن          | [ ۱۱۱ ]         |
| ۲۰۱۵ | یک ماه در کشور          | A Month in the Country  | راکیتین    | کلاسیک استیج کامپنی   | [ ۱۱۲ ]         |
| ۲۰۱۸ | سیرانو                  | Cyrano                  | سیرانو     | تئاتر تریس            | [ ۱۱۳ ]         |

## بازی‌های ویدئویی
| سال(ها) | عنوان                                   | عنوان اصلی                                | نقش صدا       | توضیحات                              | منابع   |
| ------- | --------------------------------------- | ----------------------------------------- | ------------- | ------------------------------------ | ------- |
| ۲۰۱۲    | عصر یخبندان: رانش قاره‌ای – بازی‌های قطبی | Ice Age: Continental Drift – Arctic Games | کاپیتان گات   |                                      | [ ۱۱۴ ] |
| ۲۰۱۴    | سرنوشت                                  | Destiny                                   | گست           | با نولان نورث در سال ۲۰۱۵ جایگزین شد | [ ۱۵ ]  |
| ۲۰۱۴–۱۵ | بازی تاج‌وتخت                            | Game of Thrones                           | تیریون لنیستر |                                      | [ ۱۱۵ ] |